# Gorghi di Trecenta
I Gorghi di Trecenta sono un'area protetta ricca di zone umide situate nei pressi di Trecenta, in provincia di Rovigo.
La zona, dichiarata sito di interesse comunitario, comprende un complesso di zone umide a testimonianza di alluvioni antiche, situate in depressioni naturali nel terreno ed alimentate dalle risorgive di un paleo alveo del Po. Si tratta infatti, di cavità di erosione formatesi lungo l'Argine della Sposa in seguito al sormonto di acque alluvionali del fiume Tartaro.  L'acqua, cadendo sul lato opposto, provoca un'erosione nel terreno, con trascinamento di materiale nella torbida, ne consegue la formazione di una cavità tondeggiante, adiacente all'unghia dell'argine, più o meno profonda a seconda dell'intensità del fenomeno alluvionale. Se è profonda quanto basta per intercettare la falda freatica, questa cavità continuerà ad essere alimentata da acqua sorgiva limpida e a temperatura costante, una volta che sia esaurito l'evento alluvionale. Se anche l'argine viene eroso, si forma un canale di rotta e in questo caso il gorgo assume la caratteristica forma allungata (a goccia rovesciata). La continuità arginale veniva ripristinata mediante la formazione della "coronella", un tratto d'argine rinforzato da pali e frasche, di forma semicircolare che aggira la cavità del gorgo, responsabile delle numerose curvature presenti ancor oggi nelle strade arginali del Polesine.

## Storia

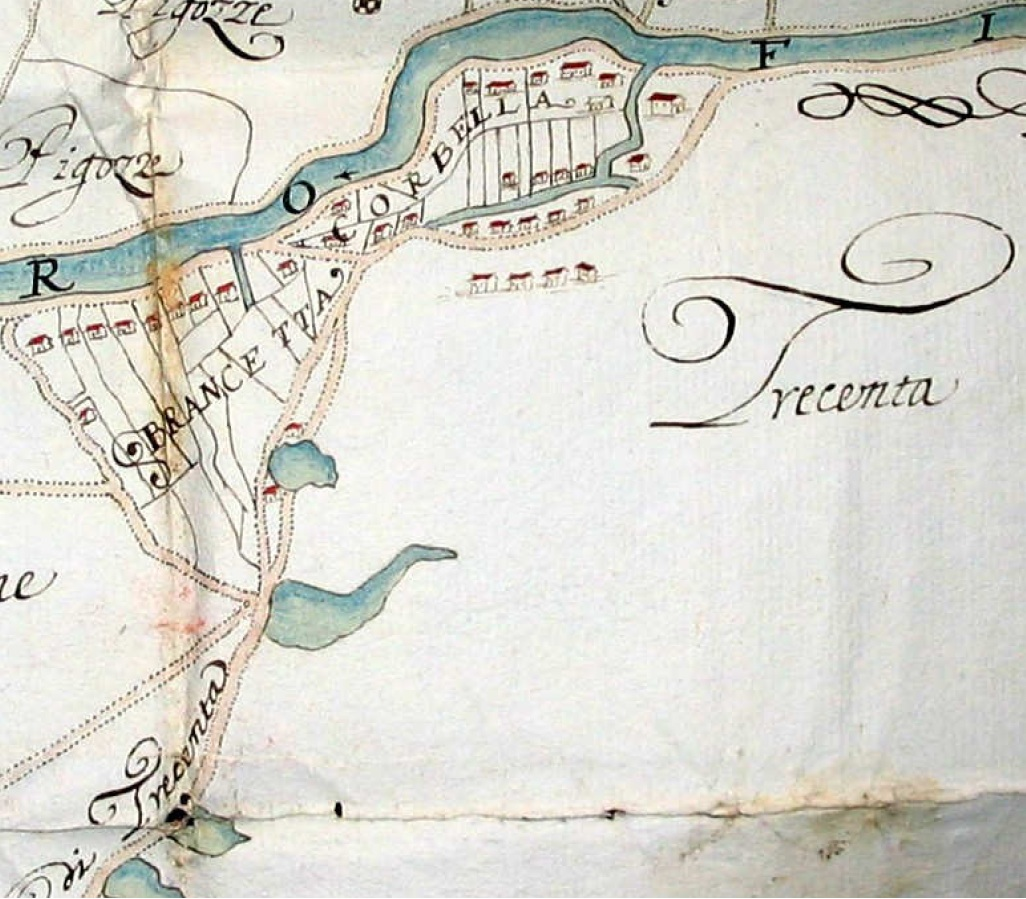
Mappa di Trecenta del 1683

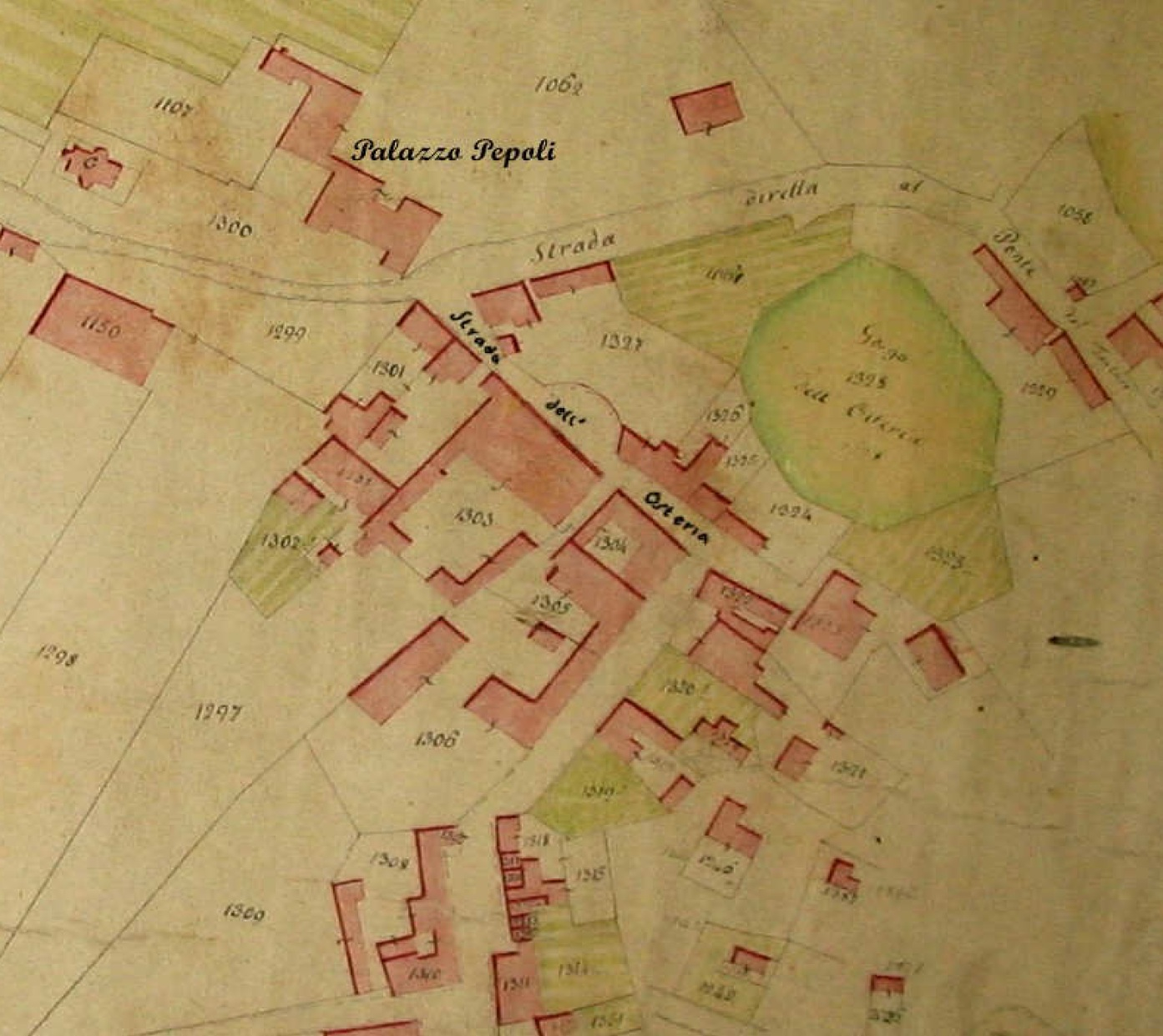
Mappa catastale napoleonica del 1808, in cui è presente il Gorgo dell'Osteria nel centro di Trecenta

Durante una campagna di scavi archeologici nel 2000 sono stati rinvenuti nelle vicinanze dei gorghi i resti di due ville rustiche ed altri insediamenti risalenti all'età romana, il che fa supporre l'esistenza dei bacini idrici e il loro sfruttamento già in tale epoca. Più probabilmente, gli insediamenti di epoca romana erano collocati sull'alto topografico del paleoalveo della Filistina (detta anche Po di Adria), sul quale in epoca medievale sarà costruito l'Argine della Sposa. La vicinanza dei gorghi a detti insediamenti è puramente casuale.
Il gorgo della Sposa è documentato già in un atto di concessione del 1269.
A partire dal 1620, in seguito alla bonifica della valle di Zelo e Berlè effettuata dal marchese Bentivoglio, il fiume Tartaro è stato arginato nella posizione attuale, perciò gli eventi alluvionali da allora hanno escavato gorghi in adiacenza alla nuova arginatura, come dimostrano i gorghi denominati Gorghetto (Giacciano), Marola (Castelnovo Bariano) e Giare (Bergantino).
I gorghi risultano censiti nel catasto napoleonico del 1808 e nel catasto austriaco nel XIX secolo.
Nel 1930 venne interrato il Gorgo dell'Osteria (chiamato anche "il Laghetto") nel centro del paese: al suo posto oggi sorgono i giardini comunali.

## I gorghi
Questi piccoli laghetti, tutti di proprietà privata, hanno dato vita ad un ambiente naturale particolarmente ricco di vegetazione e fauna lacustre.
I gorghi, che hanno profondità variabile da 3 a 15 metri, sono in tutto otto:
- Bianco
- Bottazza
- Della Sposa (il più grande dei territori di Rovigo e Ferrara, diviso in due bacini, di cui quello settentrionale è profondo più di 12 metri)
- Gàspera
- Magherino o Magarino (l'unico non tutelato)
- Magòn (facente parte del bacino del più grande Gorgo Bianco)
- Malopera, nella frazione di Pissatola
- Zùcolo o Zuccolo (il più piccolo)

### Gorgo Bianco

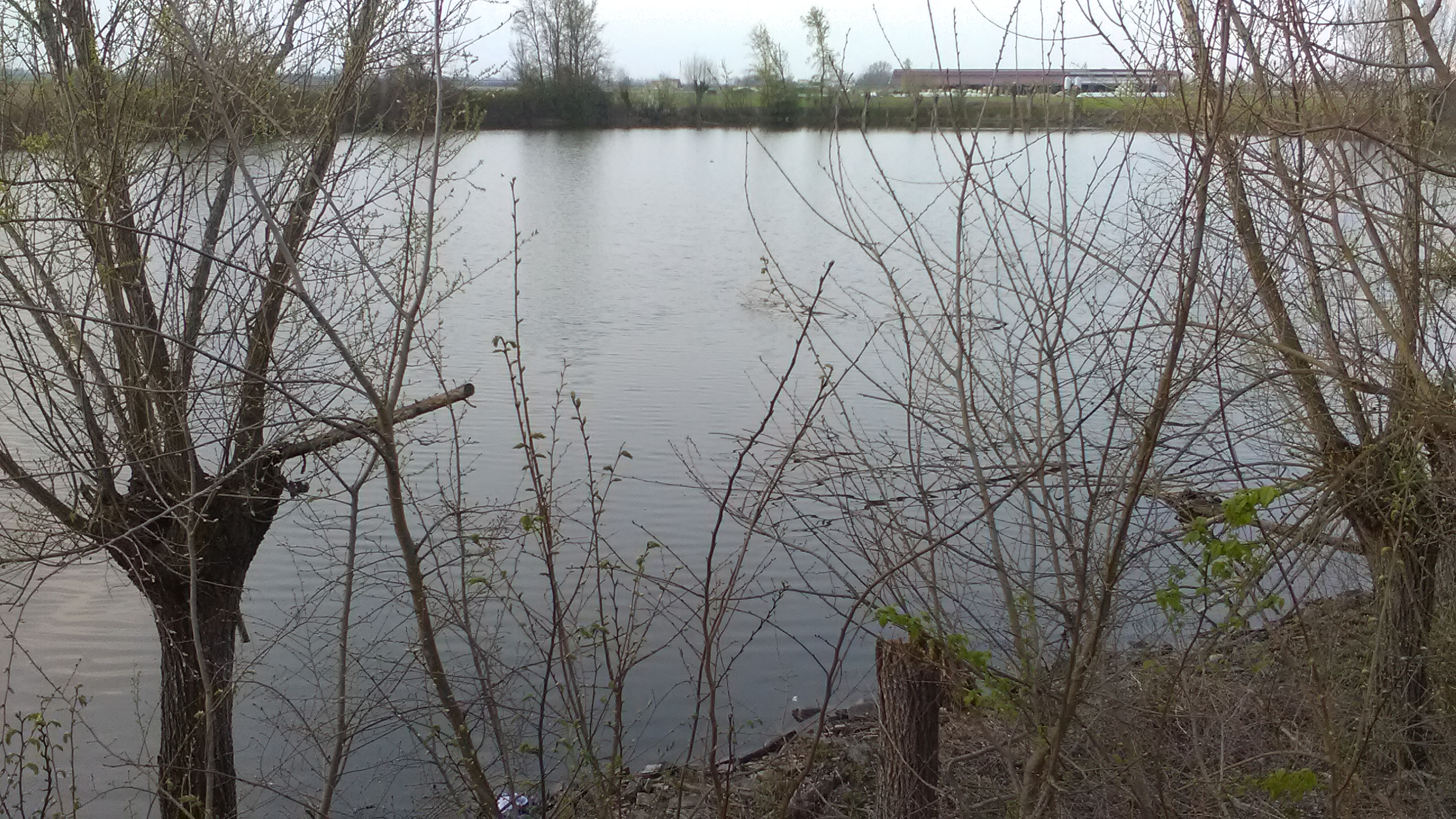
Gorgo Bianco

Il Gorgo Bianco è il più profondo (13 metri) dei Gorghi di Trecenta ed è caratterizzato da una stratigrafia complessa che intercetta la falda freatica e anche una falda prigioniera.

### Gorgo della Sposa

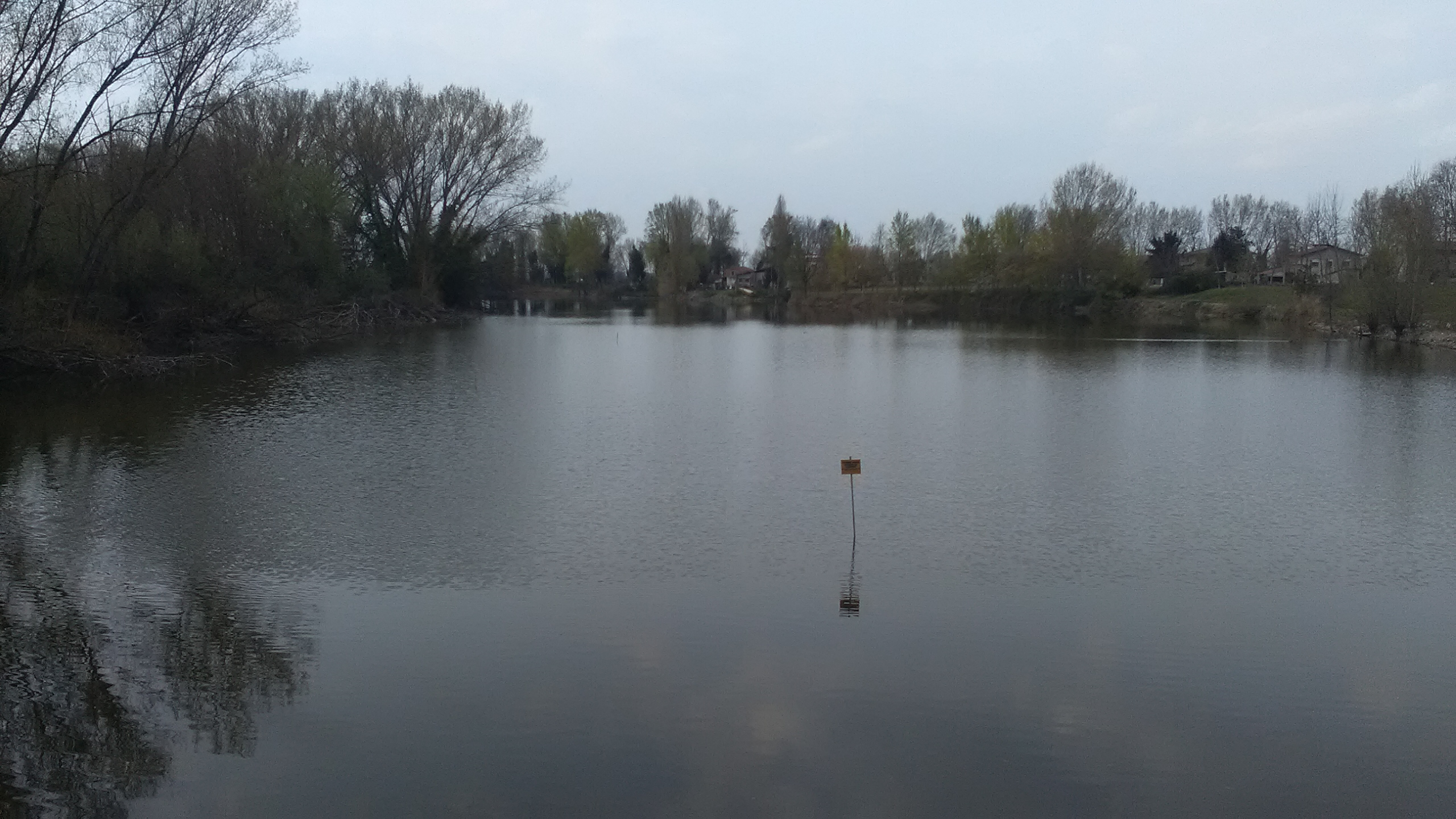
Gorgo della Sposa

Il Gorgo della Sposa ha una superficie di circa 7 ettari ed è il più grande dei gorghi delle province di Rovigo e Ferrara. Con la costruzione della strada Sariano-Trecenta il gorgo fu diviso in due bacini, settentrionale (il più ampio e con profondità fino a 12 metri) e meridionale.
Il Gorgo della Sposa per la sua ampiezza costituiva il confine naturale tra il serraglio arginato di Trecenta e il serraglio di Sariano, comunità entrambe comprese nel ducato di Ferrara.
Il Gorgo della Sposa, di cui la prima testimonianza è documentata in un atto di concessione del 1269, deriva il suo nome da una leggenda locale che tramanda la tragica storia di una giovane ragazza, che - innamorata di un bel ragazzo povero - preferì morire nelle acque del gorgo piuttosto che sposarsi ad ricco signore a cui la propria famiglia l'aveva promessa in sposa. Sempre secondo la leggenda, ancora oggi si sentirebbero i lamenti del fantasma della ragazza durante le notti senza luna.
Secondo altre tradizioni locali, i gorghi sarebbero il frutto del castigo divino per punire la malvagità degli abitanti di antiche città, di cui sarebbe possibile di notte udire il suono delle campane sommerse. Queste leggende, sempre a sfondo tragico, rappresentano il mito attraverso cui ci viene tramandata la memoria di eventi alluvionali con annegamenti di persone e distruzione di villaggi. Bisogna ricordare infatti, che la formazione di un gorgo è sempre l’espressione di un disordine idraulico, traumatico per il territorio e per la popolazione residente.
Il Gorgo della Sposa e la sua leggenda hanno ispirato alcuni pittori e poeti locali.

### Gorgo Gàspera

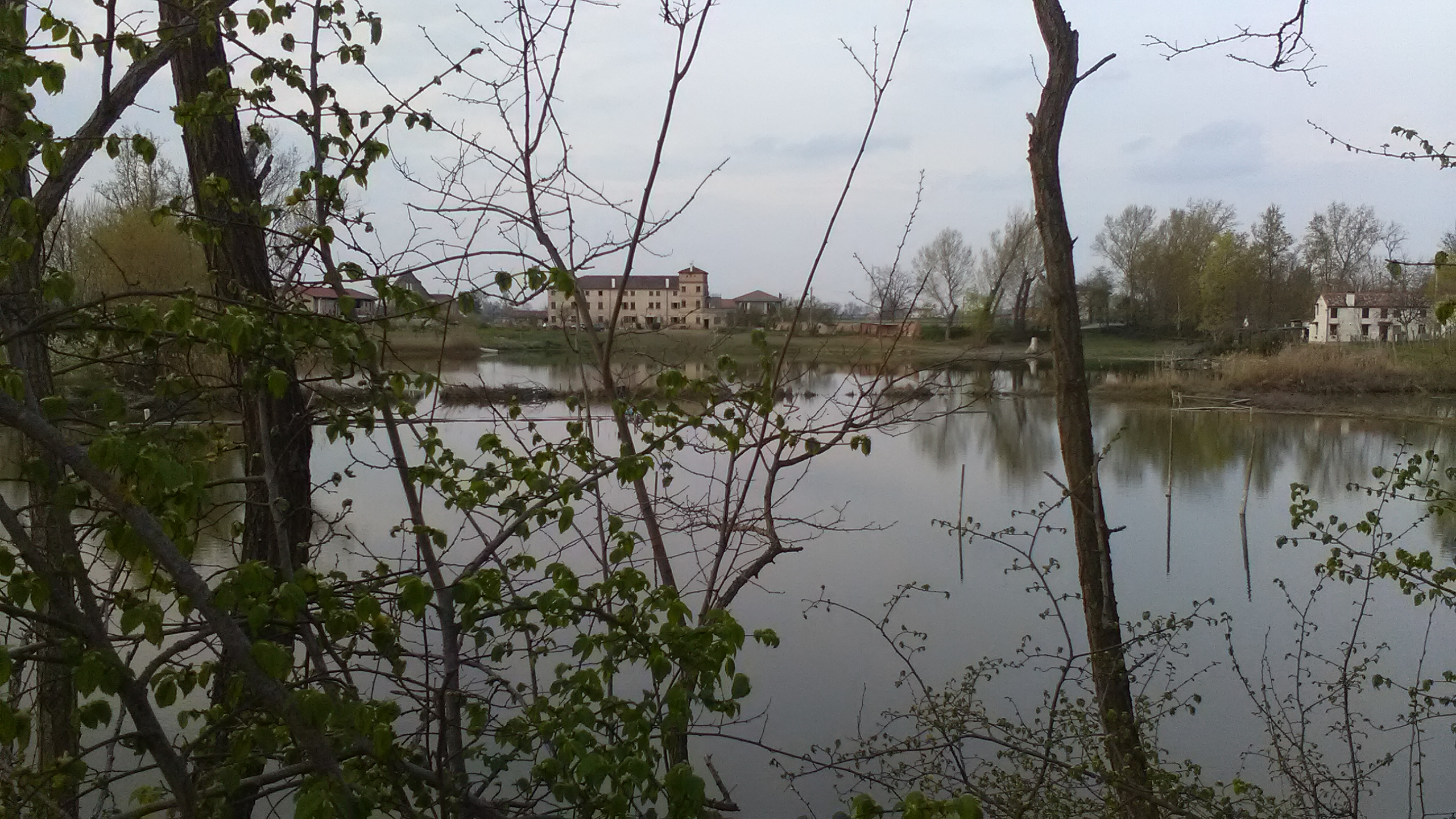
Gorgo Gaspera

Il Gorgo Gàspera è circondato da alberi ed è utilizzato per l'allevamento ittico. Sulla sponda settentrionale è situata una vecchia corte padronale del XVIII secolo denominata Corte Gàspera, con una torre di quattro piani e i resti di un antico fienile dotato di cinque archi a tutto sesto intervallate da lesene slanciate e una stalla.

### Gorgo Magherino
Il Magherino o Magarino è l'unico gorgo non tutelato in quanto non ricompreso nel Sito di importanza comunitaria IT3270007. Fino ai lavori di bonifica del 1609-1625 effettuati per conto del marchese Enzo Bentivoglio che portarono alla costruzione del Cavo Bentivoglio, il gorgo si estendeva per oltre due ettari, mentre attualmente è diviso in 3 bacini con una superficie complessiva di circa 11.000 m².

### Gorgo Zucolo

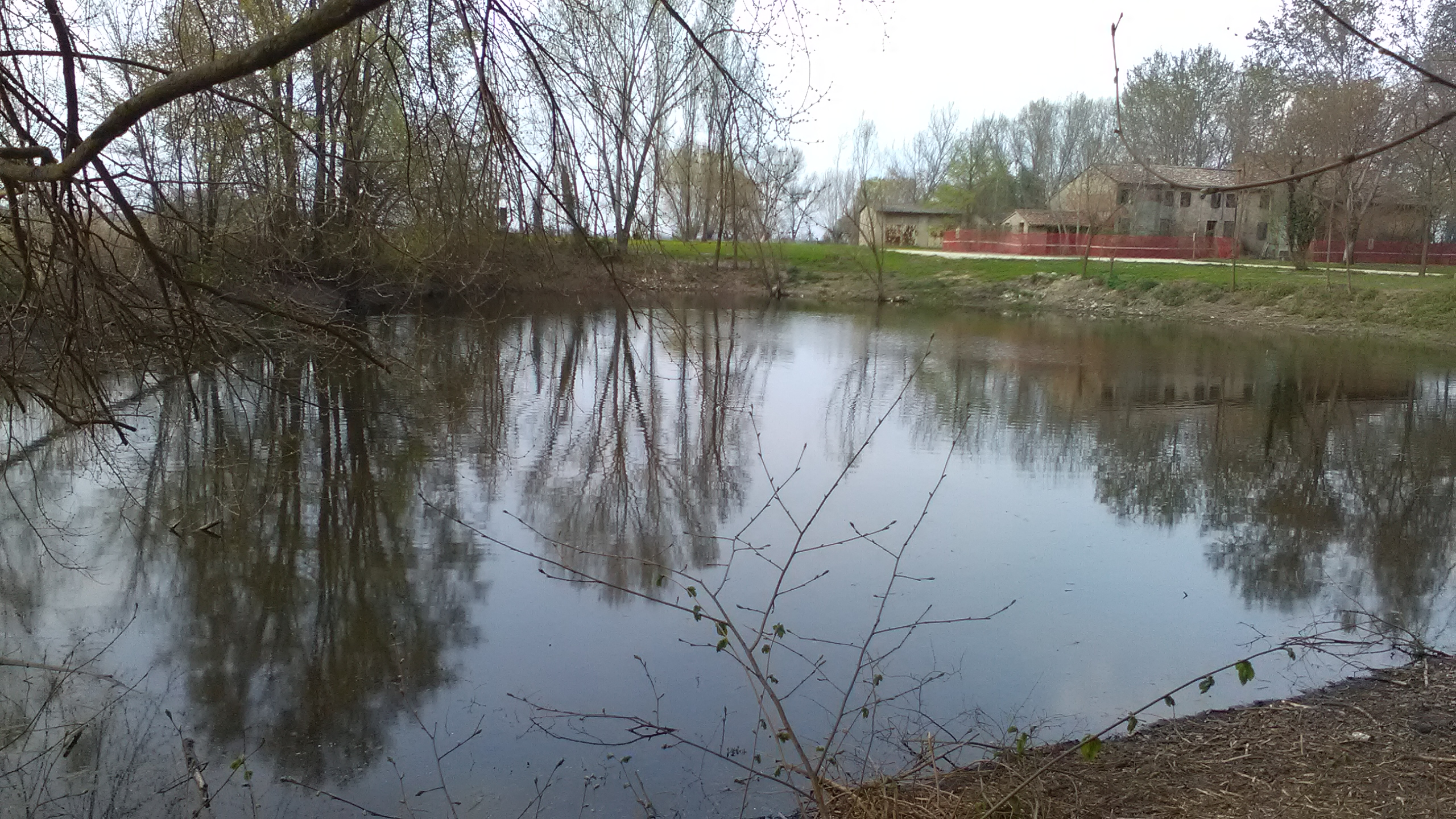
Gorgo Zùcolo

Il gorgo Zùcolo, chiamato anche Zuccolo, è il più piccolo e più occidentale dei Gorghi di Trecenta.

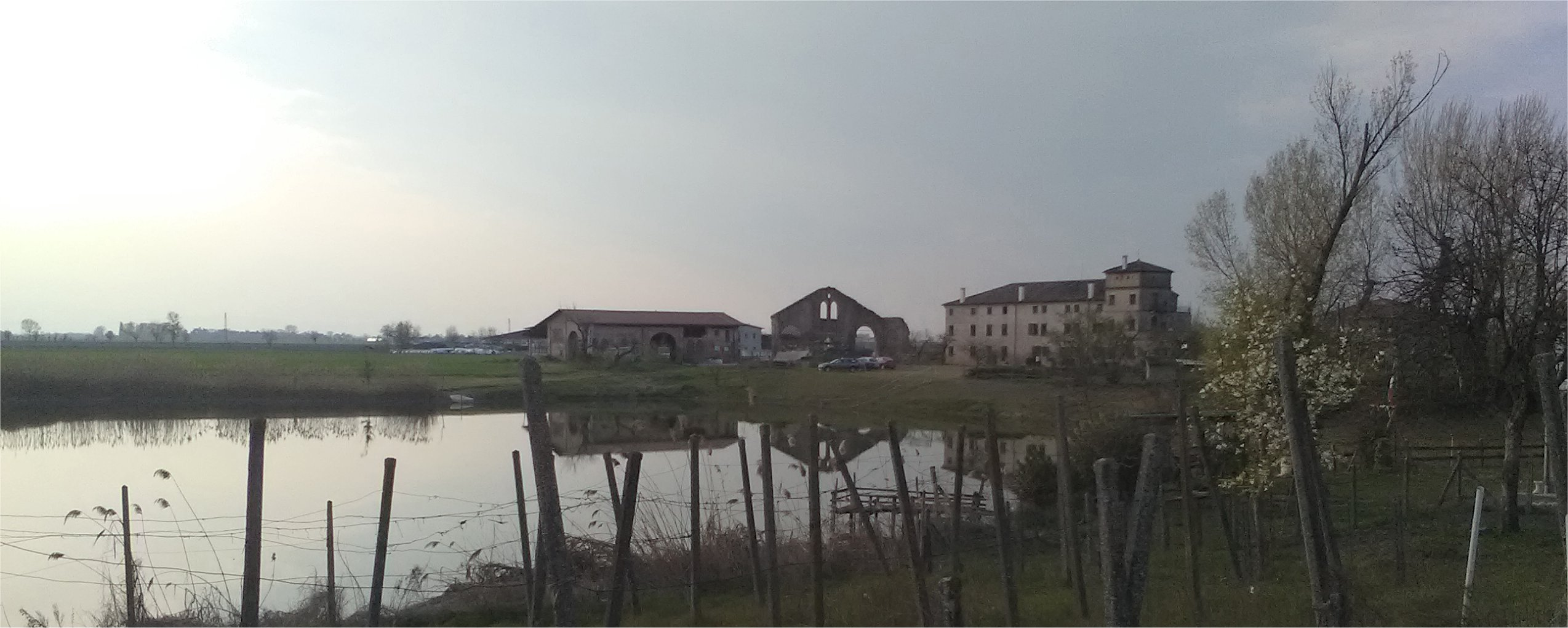
Corte Gàspera (XVIII secolo) sulla sponda settentrionale del Gorgo Gàspera

## Fauna

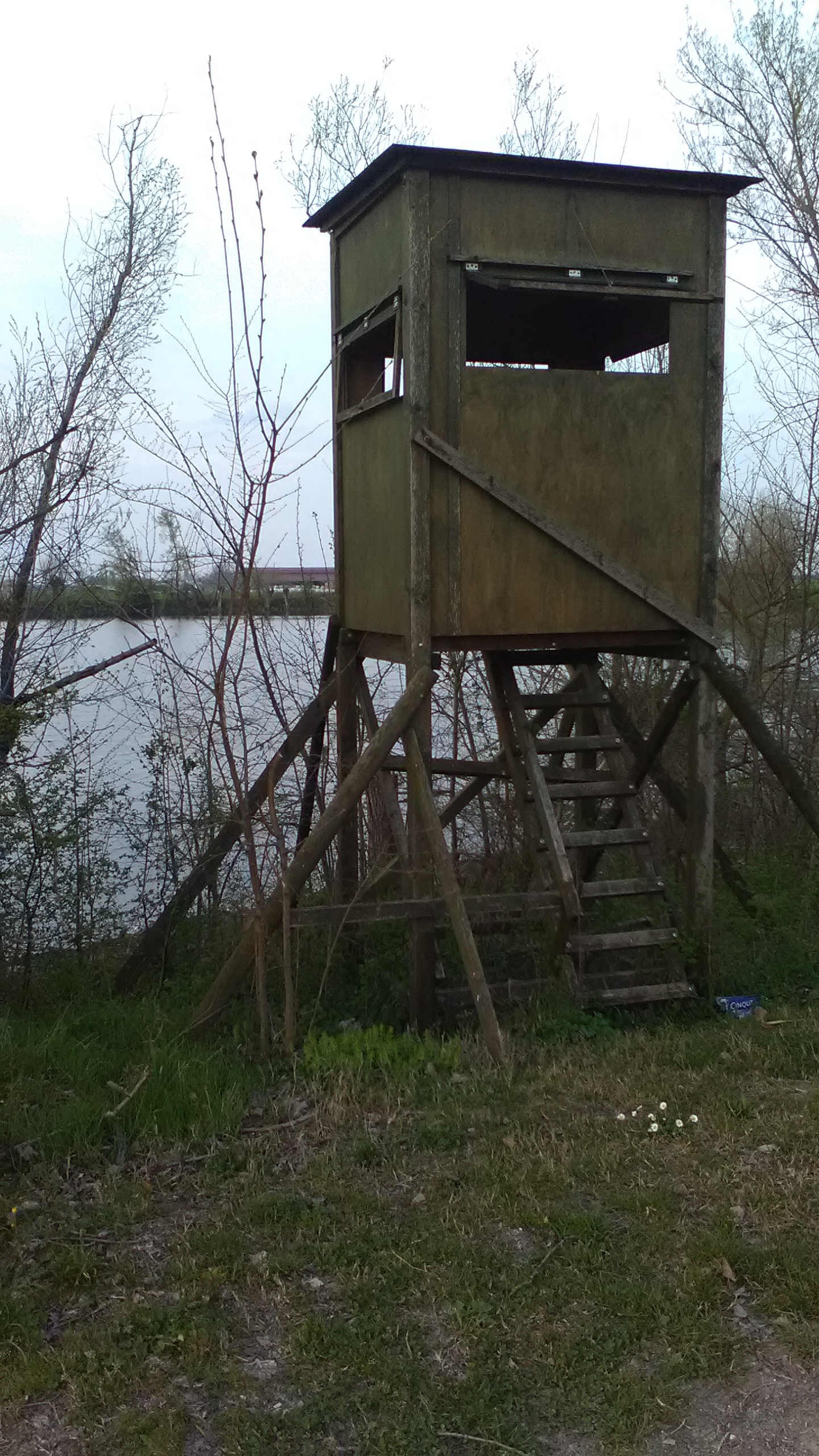
Torretta di osservazione presso il Gorgo Bianco

Nelle zone umide di Trecenta sono segnalate diverse specie di uccelli acquatici, tra cui l'airone cenerino, la folaga, la gallinella d'acqua, il germano reale, il tarabusino, il tarabuso, il tuffetto, alcuni picidi, come il picchio rosso maggiore e il torcicollo, e diversi passeriformi, tra cui la ballerina bianca, la cannaiola, il cannareccione, la capinera, la cinciallegra, la cinciarella, il fringuello, il pendolino, la sterpazzola e l'usignolo di fiume.
Tra i mammiferi si segnala la presenza del topolino delle risaie, dell'arvicola terrestre e una grossa colonia di nutria.
I gorghi Bottazza e Gaspera sono utilizzati per l'itticoltura, mente in tutti gli altri gorghi l'esercizio della pesca deve essere autorizzato dai proprietari in quanto di proprietà privata.

## Flora
Nelle zone umide è presente una rigogliosa vegetazione di pioppi, olmi e salici,  e molte specie di piante acquatiche, tra cui  le ninfee, il morso di Rana (Hydrocharis morsus-ranae), l'erba pesce (Salvinia natans), il ranuncolo d'acqua (Ranunculus aquatilis), l'erba vescica (Utricularia vulgaris). Per tale motivo la zona è stata protetta dalla Regione Veneto fin dal 1989 ed è riconosciuta come sito di interesse comunitario (SIC IT3270007) all'interno della Rete Natura 2000 (codice RO006).